# Antakalnis

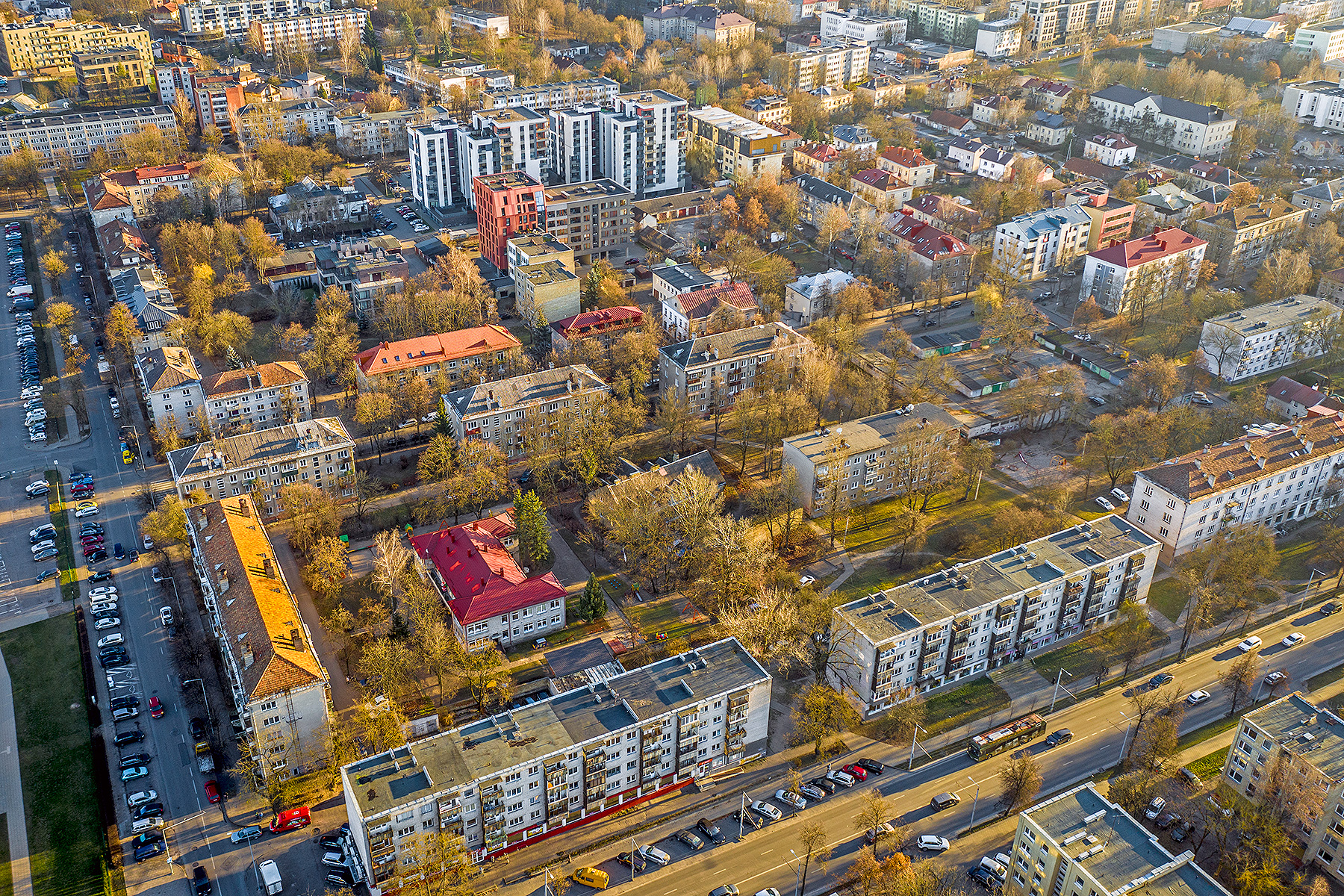
Luftbild

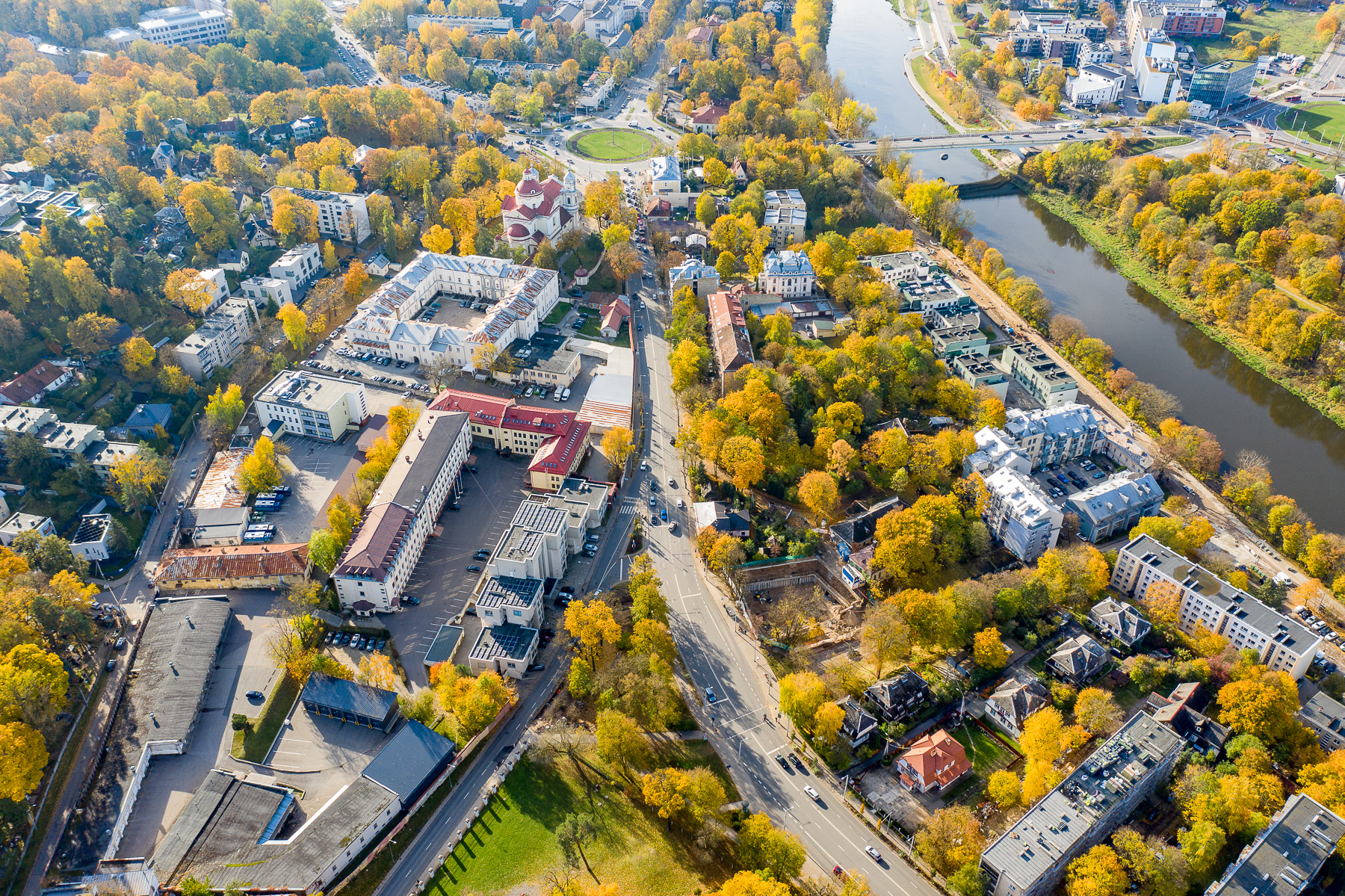
Neris in Antakalnis

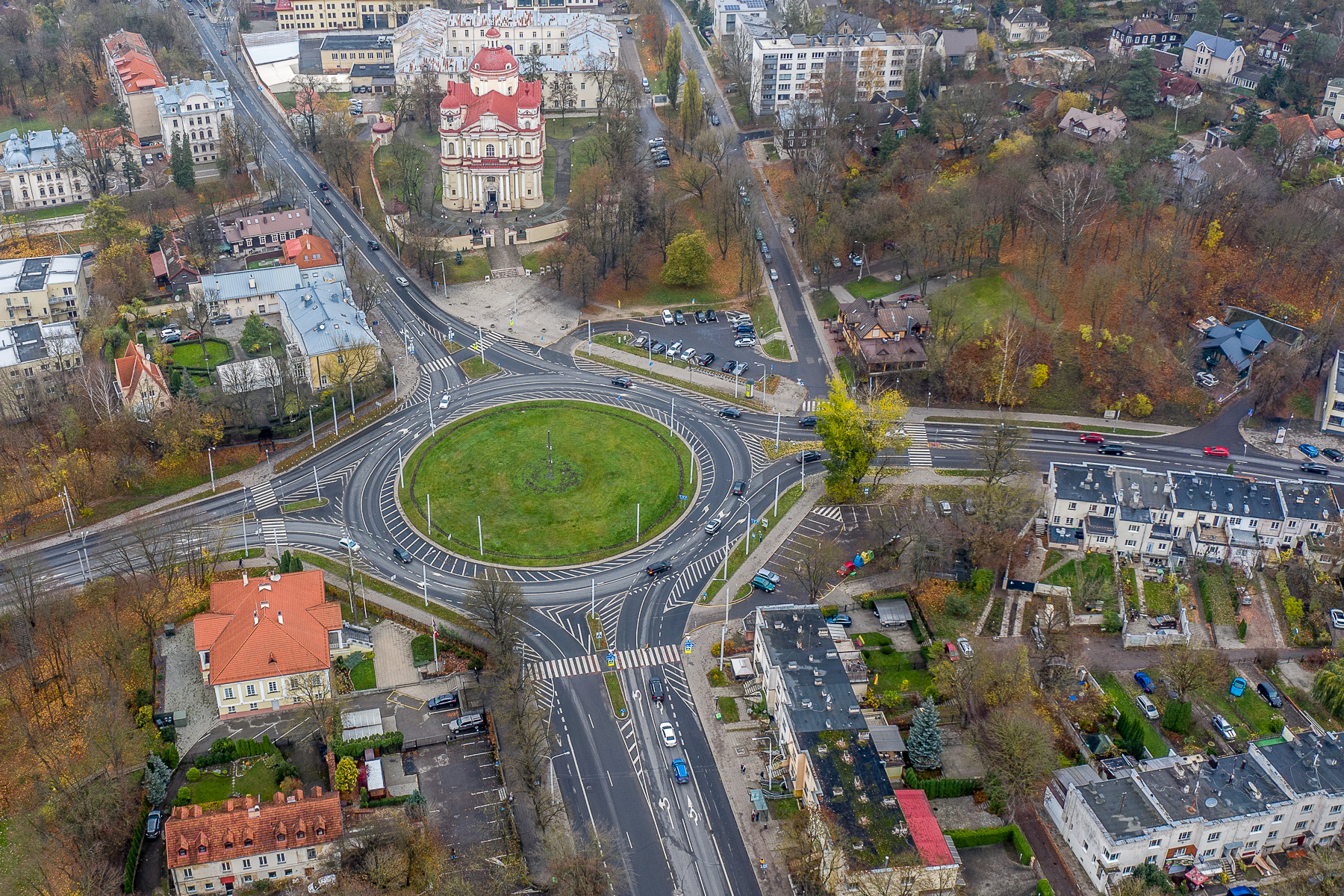
Olandų–Ring

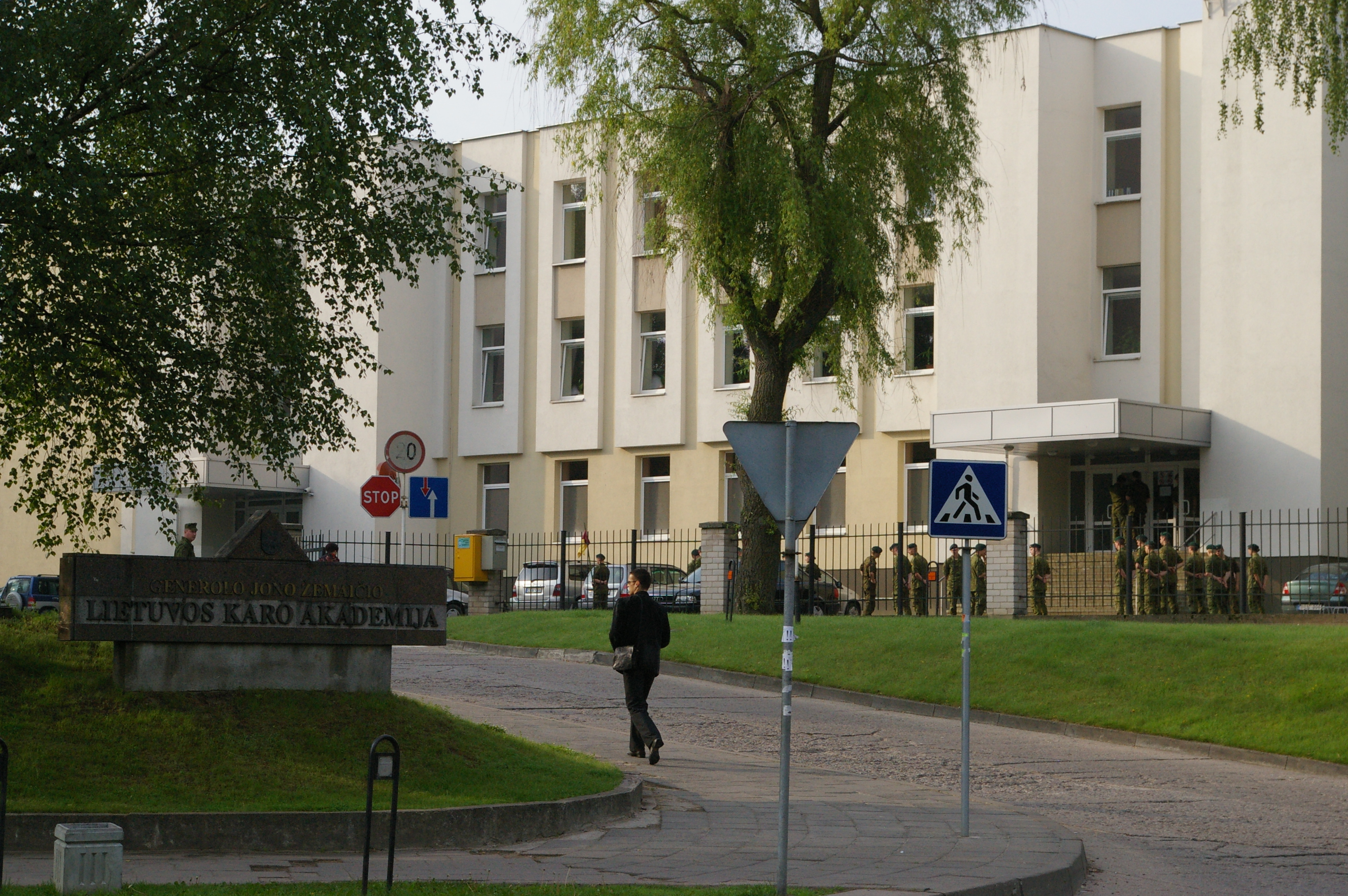
Militärakademie Litauens

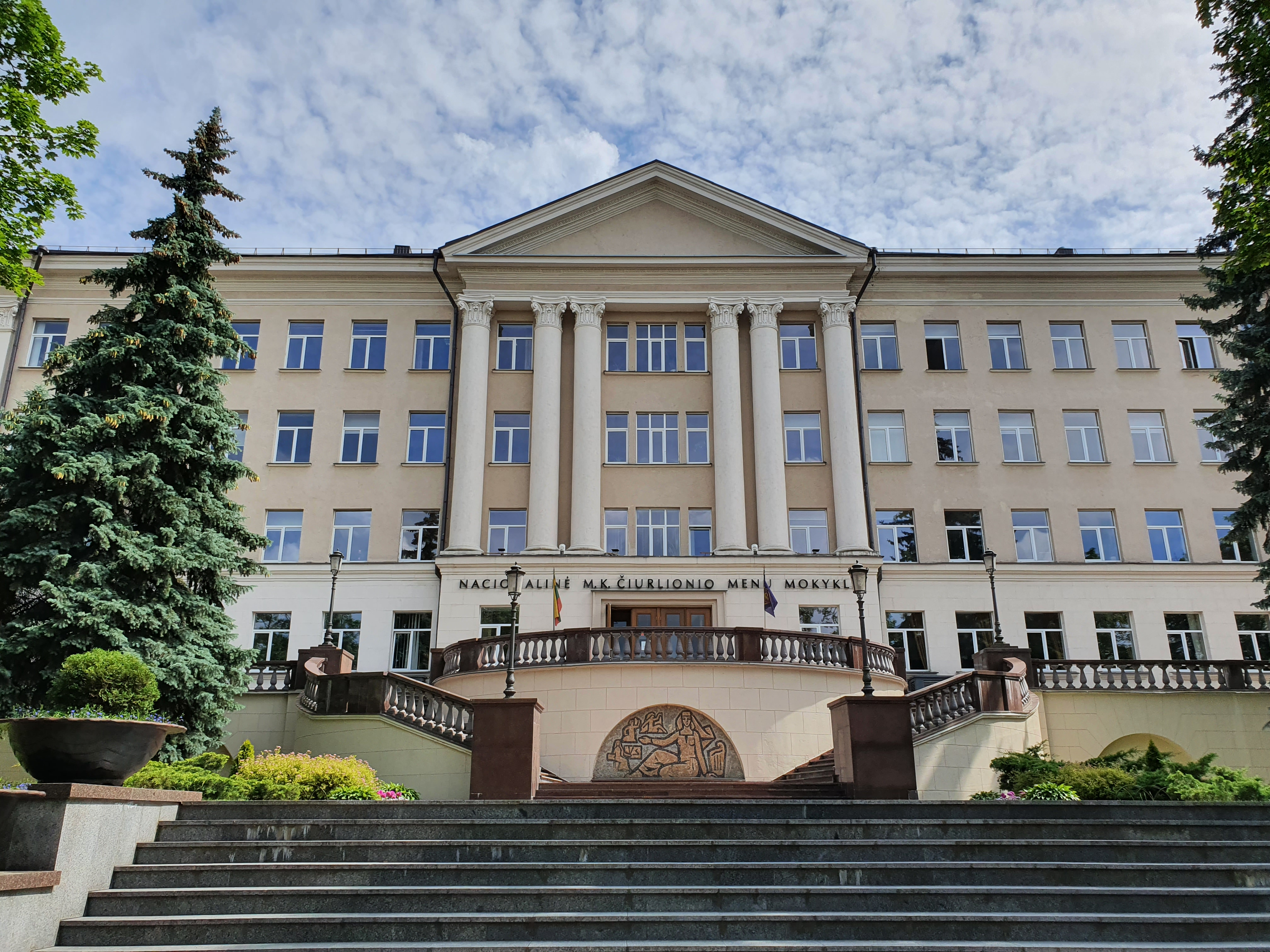
Čiurlionis-Kunstschule

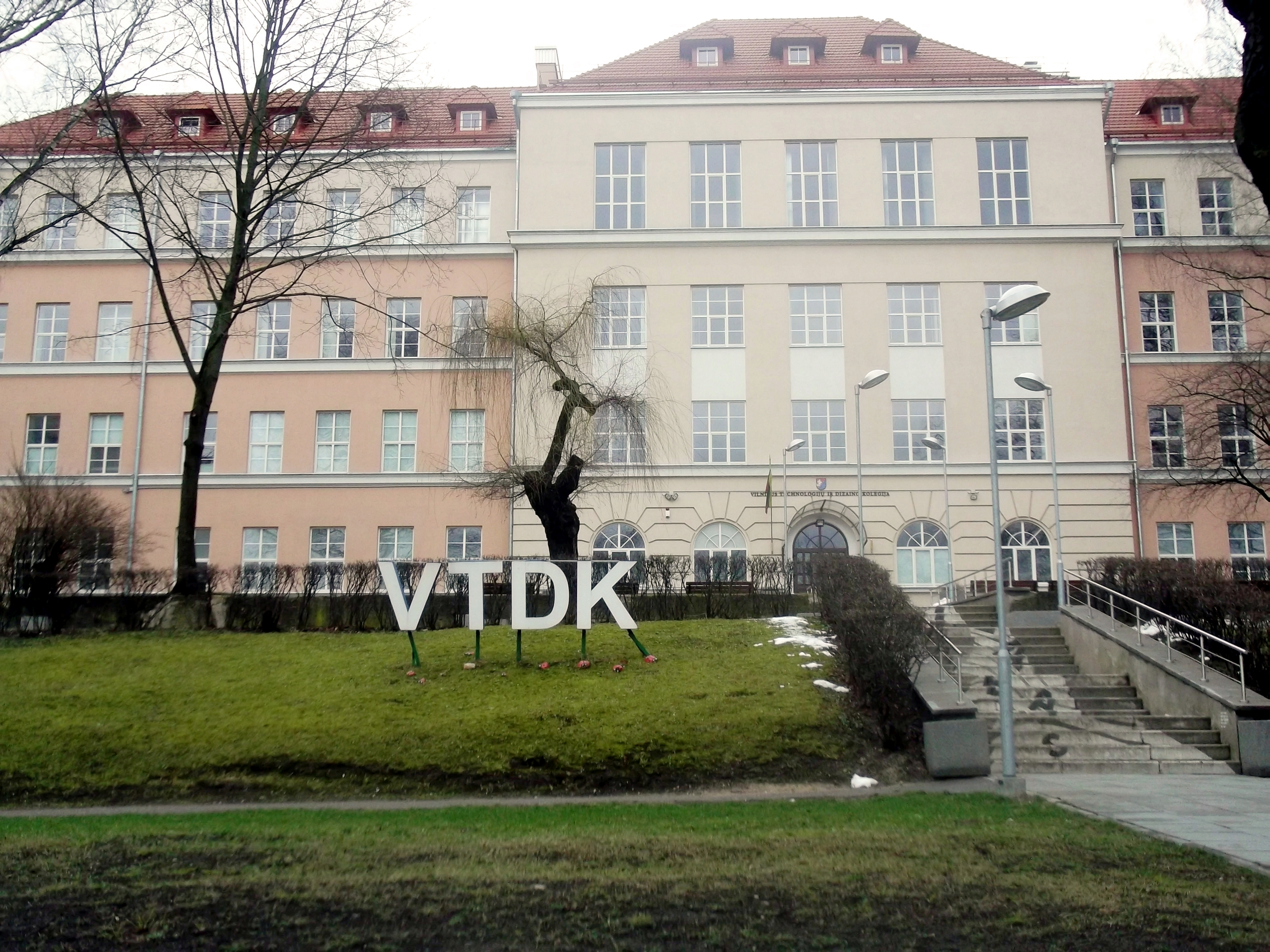
Fakultät von Kolleg Vilnius

Antakalnis (dt. Platz auf dem Berg, polnisch Antokol) ist ein Stadtteil der litauischen Hauptstadt Vilnius. Es ist flächenmäßig der zweitgrößte Stadtteil der Stadt. Hier gibt es drei Hochschulen und einige Gymnasien, zwei nationale Behörden (Migrationsamt und Nationale Verwaltung der Gerichte), internationales NATO Energy Security Centre of Excellence, Institut für litauische Sprache, die Botschaft des Vereinigten Königreichs. 

## Geografie
Antakalnis liegt im Nordosten der Stadt und am linken Ufer des Flusses Neris. Über die Neris gibt es drei Brücken (Brücke Žirmūnai, Šilo tiltas, Brücke Valakampiai), die mit dem Stadtteil Žirmūnai verbinden. Im Osten befinden sich das Hügelgebiet Sapieginė und Regionalpark Pavilniai. Im Süden liegt Kalnų parkas. Im Norden liegen Valakampiai und Turniškės. Im Zentrum liegt der Sapieha–Palastpark. 

## Kultur und Sehenswürdigkeiten
In Antakalnis befindet sich die Kirche St. Peter und Paul, das Kloster von Johanitten. Der Saulės–Friedhof und der historisch bedeutsame Antakalnio kapinės (Friedhof Antakalnis), wo neben anderen die Opfer der Januarereignisse in Litauen 1991 begraben sind, liegen ebenso in dem Stadtteil. Alte Feuerwehr Vilnius, der Sluzka-Palast und der Sapieha–Palast befinden sich auch in Antakalnis. 

## Hochschulen
- General Jonas-Žemaitis-Militärakademie Litauens
- Abteilung der LMTA
- Design–Fakultät von Kolleg Vilnius

## Schulen
- Nationale Mikalojus-Konstantinas-Čiurlionis-Kunstschule, Musisches Gymnasium
- Gymnasium Antakalnis
- VGTU–Lyzeum
- Progymnasium Antakalnis
- Internationales Französisches Lyzeum Vilnius
- Vitlio–Lyzeum
- Grundschule Antakalnis
- Kindermusik Antakalnis

## Kliniken
- Zentrum für psychische Gesundheit der Stadt Vilnius
- Klinisches Stadtkrankenhaus Vilnius
- Pflegekrankenhaus Antakalnis

## Verkehr
- Vilniaus viešasis transportas
- Vilniaus autobusai
- Vilniaus troleibusai

## Personen
- Andrius Mamontovas (* 1967), Musiker
- Jurga Ivanauskaitė (1961–2007), Autorin